# ヤングジョッキーズワールドチャンピオンシップ
ヤングジョッキーズワールドチャンピオンシップ（Young Jockey's World　Championship）は、1992年から1996年まで中山競馬場の第2回開催中に施行された中央競馬の国際若手騎手招待競走で世界各地で目立った活躍を見せた若手騎手と日本から中央・地方競馬の代表騎手12人（おおむね25歳以下）を選抜し、4競走のポイント制で総合優勝を争った。ただし、このシリーズに関連する競走は全て重賞競走ではない。

## 大会のルール
下の4つのレースの合計得点で決める（得点は下の得点表を参照）。同ポイントで複数の騎手がトップで並んだ時には同点決勝等のプレーオフは開催せず同点優勝とする。

### 対象競走
- オープニングカップ
- グローバルカップ
- セレブレイションカップ
- ファイナルカップ
  - （同じ週で）前者2レースは土曜日に、後者2レースは日曜日に施行された。

## 開催規定
- それぞれの競走につき、競走成績に応じて次のようなポイントを与える。但し、出走頭数が揃わなかった場合や競走馬の事故による競走中止・出走取消など騎手の責任を問わないで出走馬が完走できなかった場合には当該競走で最低着順の騎手が獲得したのと同数のポイントが与えられる。

| 1着  | 2着  | 3着  | 4着  | 5着  | 6着 | 7着 | 8着 | 9着 | 10着 | 11-12着 |
| ---- | ---- | ---- | ---- | ---- | --- | --- | --- | --- | ---- | ------- |
| 20点 | 15点 | 13点 | 11点 | 10点 | 6点 | 5点 | 4点 | 3点 | 2点  | 1点     |

- これを4競走（土曜日、日曜日それぞれ2競走ずつ）行い、総合ポイント成績の上位騎手に対し賞金が贈呈される。
  - 総合優勝騎手 300万円とカップ
  - 総合2位騎手 200万円とカップ
  - 総合3位騎手 100万円とカップ

## 歴代出場騎手
騎手の所属・年齢は当時のもの。

| 回 | 年月日              | 施行場 | 優勝騎手                              | 出場騎手                                            | 出場騎手                                      | 出場騎手                                    | 出場騎手 |
| -- | ------------------- | ------ | ------------------------------------- | --------------------------------------------------- | --------------------------------------------- | ------------------------------------------- | -------- |
| 1  | 1992年 3月 14・15日 | 中山   | ランフランコ・デットーリ （イギリス） | アラン・ムンロ （イギリス／25歳）                   | ジョン・ムルタ （アイルランド／21歳）         | ラリー・キャシディ （オーストラリア／21歳） |          |
| 1  | 1992年 3月 14・15日 | 中山   | ランフランコ・デットーリ （イギリス） | コーリー・ナカタニ （アメリカ／21歳）               | ランフランコ・デットーリ （イギリス／21歳）   | ミッキー・ウォルス （カナダ／17歳）         |          |
| 1  | 1992年 3月 14・15日 | 中山   | ランフランコ・デットーリ （イギリス） | 松永幹夫 （JRA・栗東／24歳）                        | 横山典弘 （JRA・美浦／24歳）                  | 田中勝春 （JRA・美浦／21歳）                |          |
| 1  | 1992年 3月 14・15日 | 中山   | ランフランコ・デットーリ （イギリス） | 藤田伸二 （JRA・栗東／20歳）                        | 鈴木啓之 （特別区競馬組合／26歳）             | 渡辺壮 （石川県競馬事業局／24歳）           |          |
| 2  | 1993年 3月 6・7日   | 中山   | ランフランコ・デットーリ （イギリス） | エドガー・プラード （アメリカ／25歳）               | クレイグ・カーモディ （オーストラリア／25歳） | ランフランコ・デットーリ （イギリス／22歳） |          |
| 2  | 1993年 3月 6・7日   | 中山   | ランフランコ・デットーリ （イギリス） | マチュー・ブータン （フランス／21歳）               | ファビオ・アーゲリョJr. （アメリカ／20歳）    | リチャード・ヒューズ （アイルランド／20歳） |          |
| 2  | 1993年 3月 6・7日   | 中山   | ランフランコ・デットーリ （イギリス） | 横山典弘 （JRA・美浦／25歳）                        | 武豊 （JRA・栗東／23歳）                      | 田中勝春 （JRA・美浦／22歳）                |          |
| 2  | 1993年 3月 6・7日   | 中山   | ランフランコ・デットーリ （イギリス） | 上村洋行 （JRA・栗東／19歳）                        | 河津裕昭 （神奈川県川崎競馬組合／26歳）       | 小牧太 （兵庫県競馬組合／25歳）             |          |
| 3  | 1994年 3月 5・6日   | 中山   | エドガー・プラード （アメリカ）       | エドガー・プラード （アメリカ／26歳）               | ウィリアム・サプル （アラブ首長国連邦／25歳） | ダリル・ホランド （イギリス／24歳）         |          |
| 3  | 1994年 3月 5・6日   | 中山   | エドガー・プラード （アメリカ）       | エディー・ウィルキンソン （ニュージーランド／23歳） | オリビエ・ペスリエ （フランス／21歳）         | ミッキー・ウォルス （カナダ／20歳）         |          |
| 3  | 1994年 3月 5・6日   | 中山   | エドガー・プラード （アメリカ）       | 松永幹夫 （JRA・栗東／26歳）                        | 横山典弘 （JRA・美浦／26歳）                  | 田中勝春 （JRA・美浦／23歳）                |          |
| 3  | 1994年 3月 5・6日   | 中山   | エドガー・プラード （アメリカ）       | 藤田伸二 （JRA・栗東／22歳）                        | 榎伸彦 （新潟県競馬組合／25歳）               | 小牧太 （兵庫県競馬組合／26歳）             |          |
| 4  | 1995年 3月 4・5日   | 中山   | 横山典弘 （JRA・美浦）                | ジョー・ブラボ （アメリカ／25歳）                   | コーリー・ナカタニ （アメリカ／24歳）         | ジョバンニ・フォルテ （イタリア／24歳）     |          |
| 4  | 1995年 3月 4・5日   | 中山   | 横山典弘 （JRA・美浦）                | ジェイソン・ウィーバー （イギリス／23歳）           | オリビエ・ペリエ （フランス／22歳）           | パトリック・ペイン （オーストラリア／19歳） |          |
| 4  | 1995年 3月 4・5日   | 中山   | 横山典弘 （JRA・美浦）                | 横山典弘 （JRA・美浦／27歳）                        | 角田晃一 （JRA・栗東／24歳）                  | 田中勝春 （JRA・美浦／24歳）                |          |
| 4  | 1995年 3月 4・5日   | 中山   | 横山典弘 （JRA・美浦）                | 藤田伸二 （JRA・栗東／22歳）                        | 内田博幸 （特別区競馬組合／24歳）             | 渡辺壮 （石川県競馬事業局／27歳）           |          |
| 5  | 1996年 3月 2・3日   | 中山   | 吉田稔 （愛知県競馬組合）             | ジョー・ブラボ （アメリカ／26歳）                   | ジョン・ヴェラスケス （アメリカ／26歳）       | ジェイソン・ウィーバー （イギリス／24歳）   |          |
| 5  | 1996年 3月 2・3日   | 中山   | 吉田稔 （愛知県競馬組合）             | ティエリ・テュリエ （フランス／22歳）               | サラ・キャンベル （ニュージーランド／19歳）   | パット・スマレン （アイルランド／18歳）     |          |
| 5  | 1996年 3月 2・3日   | 中山   | 吉田稔 （愛知県競馬組合）             | 武豊 （JRA・栗東／26歳）                            | 蛯名正義 （JRA・美浦／26歳）                  | 佐藤哲三 （JRA・栗東／25歳）                |          |
| 5  | 1996年 3月 2・3日   | 中山   | 吉田稔 （愛知県競馬組合）             | 田中勝春 （JRA・美浦／25歳）                        | 内田博幸 （特別区競馬組合／25歳）             | 吉田稔 （愛知県競馬組合／27歳）             |          |

## その他
- 当日は障害競走を除く全競走が指定競走とされ、自由に騎乗することが出来た（エキストラ騎乗）。そのため1992年に参加したコーリー・ナカタニ騎手は、初日土曜日の第3競走・未勝利戦で1番人気だったニホンピロナーリーに騎乗して勝利し、中央競馬（JRA）初騎乗初勝利を記録。さらに日曜日・第10競走の中山記念[注釈 3]でも4番人気だったニホンピロブレイブでJRA重賞初騎乗を果たし2着になるなどの活躍をみせた。